# Цемниці
Цемниці (пол. Ciemnice, нім. Thiemendorf) — село в Польщі, у гміні Домбе Кросненського повіту Любуського воєводства.
Населення — 433 особи (2011).

## Демографія
Демографічна структура станом на 31 березня 2011 року:
|          | Загалом | Допрацездатний вік | Працездатний вік | Постпрацездатний вік |
| -------- | ------- | ------------------ | ---------------- | -------------------- |
| Чоловіки | 210     | 46                 | 145              | 19                   |
| Жінки    | 223     | 48                 | 126              | 49                   |
| Разом    | 433     | 94                 | 271              | 68                   |